# Rodrigo López Quiñones
Rodrigo López Quiñones (Città del Messico, 12 novembre 2001) è un calciatore messicano, centrocampista del Pumas UNAM.

## Carriera

### Club
Cresciuto nel settore giovanile del Querétaro, debutta in prima squadra il 4 luglio 2022, in occasione dell'incontro di Liga MX perso per 2-0 contro il Pachuca. Il 22 gennaio 2023 sigla la sua prima rete con la squadra e contestualmente in campionato, nell'incontro pareggiato per 3-3 contro l'Atlas.

### Nazionale
Nel 2023 ha esordito nella nazionale messicana.

## Statistiche

### Presenze e reti nei club
Statistiche aggiornate al 3 aprile 2023.
| Stagione        | Squadra         | Campionato      | Campionato | Campionato | Coppe nazionali | Coppe nazionali | Coppe nazionali | Coppe continentali | Coppe continentali | Coppe continentali | Altre coppe | Altre coppe | Altre coppe | Totale | Totale |
| Stagione        | Squadra         | Comp            | Pres       | Reti       | Comp            | Pres            | Reti            | Comp               | Pres               | Reti               | Comp        | Pres        | Reti        | Pres   | Reti   |
| --------------- | --------------- | --------------- | ---------- | ---------- | --------------- | --------------- | --------------- | ------------------ | ------------------ | ------------------ | ----------- | ----------- | ----------- | ------ | ------ |
| 2022-2023       | Querétaro       | LM              | 25         | 2          |                 | -               | -               |                    | -                  | -                  |             | -           | -           | 25     | 2      |
| Totale carriera | Totale carriera | Totale carriera | 25         | 2          |                 | -               | -               |                    | -                  | -                  |             | -           | -           | 25     | 2      |